# Boszorkánysziget
Az Alsóváros és a Tisza közt fekvő erdős területet hívják a szegediek Boszorkányszigetnek. Északról a már nem létező vasúti híd zárta le, délről a kereskedelmi és téli kikötő határolja. Valójában nincs bizonyíték arra, hogy ez a terület egykor sziget lett volna, legfeljebb félsziget, amelyet a Tisza éles kanyarral került meg.

## Története
Bővebben: Szegedi nagy boszorkányper

## Boszorkánysziget ma
A város testébe nyúló zöldövezet népszerű a sétálók, kutyasétáltatók, kocogók, MTB-sek körében. Bár jelenleg nincs annyira karbantartva, mint a Tisza túloldalán található Tisza-Maros sétány, de a szélesen kitaposott ösvények így is kiválóan járhatóak.

## Forrás
- https://geocaching.hu/caches.geo?id=5706